# فرد جونز (لاعب كرة قدم أمريكية أمريكي)
فرد جونز (بالإنجليزية: Fred Jones)‏ هو لاعب كرة قدم أمريكية أمريكي، ولد في 18 أكتوبر 1977 في Subic Bay ‏ في الفلبين.

## وصلات خارجية
- فرد جونز على موقع مرجع كرة القدم المحترفة.كوم (الإنجليزية)
- فرد جونز على موقع JustSportsStats.com (الإنجليزية)